# エルンスト・ウーデット
エルンスト・ウーデット（Ernst Udet、1896年4月26日-1941年11月17日）は、ドイツの陸軍軍人、空軍軍人。最終階級は空軍上級大将。
第一次世界大戦でエース・パイロットとして名をあげ、戦友のヘルマン・ゲーリングに招かれてナチス政権下で再建されたドイツ空軍に入隊し、航空省技術局長、航空機総監などを歴任した。しかし急降下爆撃機の開発に固執した結果、バトル・オブ・ブリテンで敗北を喫して事実上失脚し、失意のうちに自殺した。

## 生涯

### 生い立ち
1896年4月26日、プロイセン王国ヘッセン＝ナッサウ県(de)フランクフルト・アム・マインに工場を経営するエンジニア、アドルフ・ウーデットの息子として生まれた。
ウーデットが生まれた直後に一家はミュンヘンへ移住し、彼もそこで育った。彼はミュンヘンの学校で札付きの不良として育った。学校の成績は非常に悪かったという。
しかし幼いころから飛行機に興味があり、世界初の試験飛行に成功したライト兄弟に憧れていた。友達とともに「ミュンヘン・エアロクラブ」なる模型飛行機クラブを結成した。1910年の夏休みにはまともには飛ばなかったもののグライダーを自作している。

### 一次大戦開戦と入隊
第一次世界大戦が始まると軍に志願したが、身長が160cmと小柄であったためはじめ採用されなかった。しかしウーデットはオートバイを所持していたため、ミュンヘンの自動車クラブ事務所を通じて1914年8月18日にシュトラスブルク駐留の第26予備歩兵師団に運転手として採用された。
彼はパイロットになることを希望していたが、軍でパイロット訓練を受けるには若すぎるとされた。10月に予備役に編入されたのを機に父に学費を出してもらってオーバーヴィーゼンフェルトの民間のパイロット養成所に通い、1915年4月に民間航空機の操縦免許を取得した。

### パイロットに

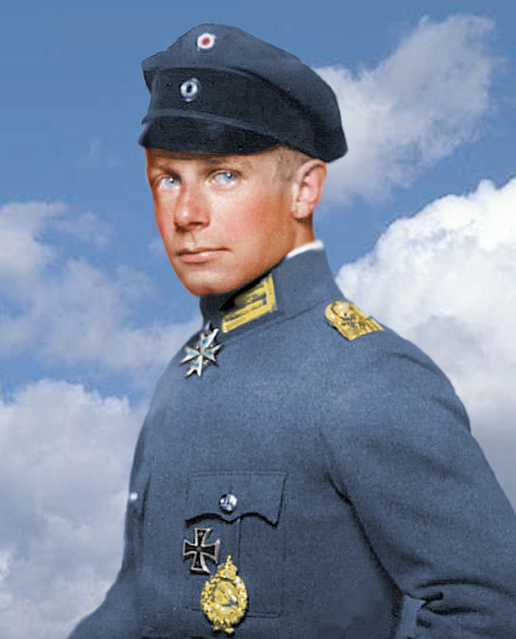
ウィキペディアンが着色した一次大戦時のウーデットの写真

1915年6月に改めて第9航空隊に入隊し、ついで11月には第68野戦航空隊に戦闘機パイロットとして配属された。
12月にフランス軍の複葉機とはじめて空戦を交えたが、極度に緊張して撃ち落とすことができなかったという。ウーデットが初めて敵機を撃墜したのは1916年3月18日だった。ウーデットは自伝の中で「その時の感覚は言い表すことはできない。嬉しさと誇らしさで叫び出したくなった」と書いている。
1917年4月には第15戦闘機中隊に所属し、6月6日にはフランス軍のエース・パイロットであるジョルジュ・ギンヌメールと1対1で渡り合った。しかしウーデット機の機関銃が壊れ、更にギンヌメールが手を引いたため（手を引いたのはギンヌメール機にも故障があったのではないかとする説がある）、決着は付かなかった。
8月には第37戦闘機中隊の中隊長に任じられた。

### リヒトーホーフェン・サーカスのエース
ル・カトー基地に置いてドイツ軍最強のエースパイロットだったマンフレート・フォン・リヒトホーフェン男爵と出会い、彼に才能を見いだされて彼が指揮する第1戦闘機大隊（「リヒトーホーフェン・サーカス」の異名で知られる）に招かれた。1918年3月24日から「リヒトーホーフェン・サーカス」に属する第11戦闘機中隊 (Jagdstaffel 11) の中隊長となった。
同年4月にリヒトーホーフェンは戦死し、さらに7月にはその後任のヴィルヘルム・ラインハルト (Wilhelm Reinhard) も事故死した。その後任の「リヒトーホーフェン・サーカス」隊長にはウーデットが任命されるという下馬評があったが、結局ヘルマン・ゲーリング中尉が新隊長に任命された。ウーデットは初めゲーリングが好きではなかったが、やがて親しい友人になった。
ウーデットは大戦を通じて62機を撃墜した。この記録は一次大戦を通じてリヒトーホーフェンに次ぐドイツNo.2の記録であり、大戦を生き抜いたパイロットの中ではNo.1であった。プール・ル・メリット勲章やホーエンツォレルン王家勲章等多くの勲章を受けた。彼の乗機には大きく「Du doch nicht!」（撃たないで！）と書かれていた。

### 戦後直後
第一次大戦後の1918年12月、ゲーリングと共にミュンヘンへ戻った。グスタフ・オット製作所で自動車技師として働いていたが、ウーデットは再びパイロットになる事を希望していた。1919年中には友人のローベルト・フォン・グライムとともに航空機ショー（航空機決闘シミュレーション）を催していたが、それも1920年1月10日に正式に発効されたヴェルサイユ条約により不可能となった。
その後、1921年にアメリカ合衆国で事業に成功した友人の資金提供を受けて「ウーデット航空機製作所」を設立し、スポーツ機を製造するようになった。連合国によるドイツ監視はだんだん緩くなっていったため、ウーデットは次々とスポーツ機を製造できた。しかし1925年までに買い手がついた機体は25機だけであり、商売としてたちゆかなかった。

### 曲芸飛行士

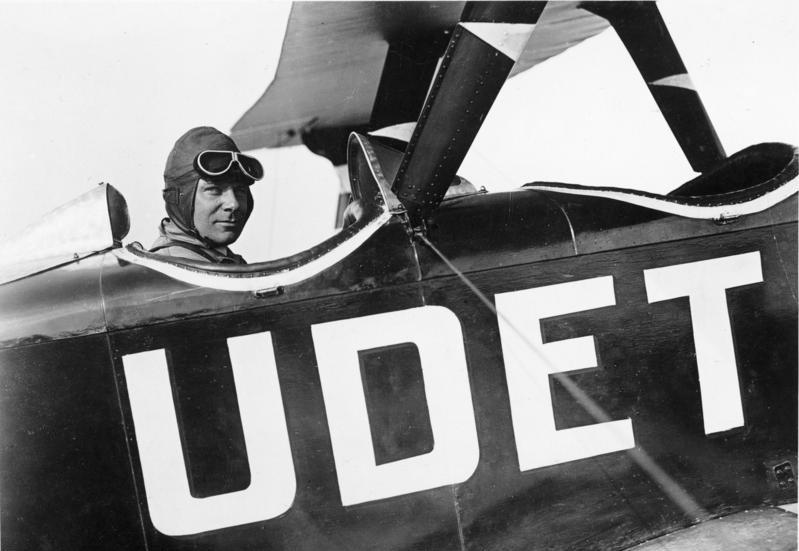
1931年のウーデット。

航空機製造に飽きたウーデットは曲芸飛行のパイロットに戻った。一次大戦のエースとして知名度が高かったウーデットのショーには多くの人が集まったため、彼は大金を手に入れることができた。しかし酒や女にだらしなく浪費が激しかったため、あっという間に使い果たしてしまい、彼はいつも請求書に追いまわされていた。
ウーデットは非常に享楽的な生活を送り、愛機「フラミンゴ」を駆ってあちこち飛び回った。ベルリンで朝食をとり、アイプ湖(de:Eibsee)で魚を食い、サンモリッツでカクテルを飲むような一日を好んだ。気前よく奢るのが大好きで酒場にいる全員に酒をおごる事は珍しくなかった。女性遍歴も目まぐるしく、戦後直後に結婚した女性とは1923年に離婚し、以降伯爵夫人など様々な女性と関係を持った。女性に釘を胸に打ち込まれて殺されかけたこともあった。

### 俳優
ベルリンで女性映画監督レニ・リーフェンシュタールと知り合い、彼女の誘いで『死の銀嶺(de)』（1929年）という映画に出演した。この映画は大ヒットし、続編の『モンブランの嵐(de)』にも出演した。
その後、探検映画『アフリカを飛ぶ知らない鳥』に出演し、タンザニアでロケを行った。ウーデットはタンザニアから動物の頭や盾、槍、仮面などを土産に持ち帰り、以降アフリカでの冒険話をよく人に聞かせるようになった。ついで『SOS氷山(de)』に出演し、グリーンランドでロケを行った。エスキモーと交流を深め、彼らを飛行機に乗せてあげたという。
1935年公開の映画『奇跡の飛行』が最後の映画出演となった。

### ナチス政権

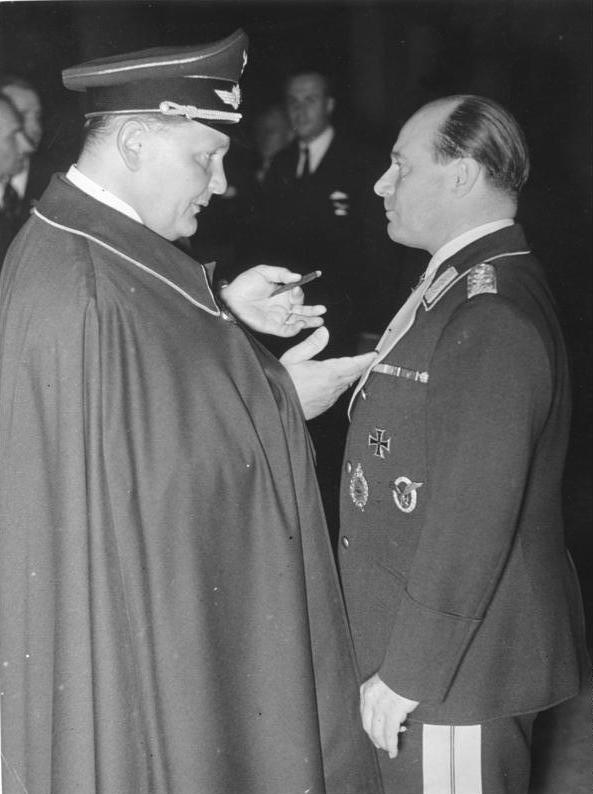
1938年6月、ゲーリングとウーデット。

1933年1月30日に国家社会主義ドイツ労働者党（ナチ党）が政権を掌握した。ウーデットは国家社会主義運動に興味は無かったが、旧友のゲーリングの誘いで航空国家委員会に出入りするようになり、結局1933年5月1日にナチ党に入党することになった（党員番号2,010,976）。しかし党への忠誠心はほとんどなく、「党のために飛ぶ気はあるのか」という質問に対して「いくら払ってくれるか次第だ」と答えている。
ゲーリングは1933年9月にウーデットを渡米させ、新しい航空技術の視察を行わせた。ウーデットはそこで急降下爆撃機に注目した。アメリカ北東部のカーチス・ライト社を訪問し、急降下爆撃機2機を研究実験用としてドイツ航空省の資金で購入させた。
1934年6月に航空省に入省し、空軍中佐の階級を与えられる。また国家社会主義航空軍団(NSFK)の指導者に任じられた。1935年にドイツ空軍が正式に発足し、大佐階級で入隊した。1936年2月にパイロット総監(Generalinspekteur der Jagdflieger)に任じられた。ついで同年6月には航空省技術局長（Direktor des Technischen Amts der Luftwaffe im Reichsluftfahrtministerium ）に任じられ、航空機開発に責任を負うこととなった。ウーデットは航空機製造の知識がないとして固辞しようとしたが、ゲーリングは「豊かな発想があればそれでいい。難しい事は好きなだけ人を使え。我々は何よりお前の名前が欲しいのだ」と言って強引に任を受けさせたという。
ウーデットは技術局長としてシュトゥーカのような急降下爆撃機、短距離・中距離爆撃機、メッサーシュミット Bf109のような単発戦闘機に重点を置く開発を推し進めた。急降下爆撃機はスペイン内戦で大きな力を発揮したこともこれを後押しした。ウーデットの仕事ぶりは技術局長というより「ドイツ空軍最高位のテストパイロット」のようであったという。無味乾燥なデスクワークが苦手であり、自ら新型機に乗りこんでテストを行っていた。対して航空省次官エアハルト・ミルヒはゲーリングやウーデットと違って航空技術に詳しく、すぐさま航空省の実務を握り、大きな権力を得るようになった。これを警戒したゲーリングはウーデットをどんどん昇進させてミルヒにぶつけるようになった。1937年にはウーデットはミルヒを飛び越えてゲーリングに具申を行う権限が認められた。さらに1939年2月1日には航空機生産を司る航空機総監（Generalluftzeugmeister ）に任命された。

### 第二次世界大戦
ウーデットの開発した軍用機はポーランド戦や対フランス戦など短期決戦には効力を発揮したが、長期戦には不向きだった。長距離戦闘機や大型爆撃機の開発を軽視していたため、バトル・オブ・ブリテンで敗北してしまった。ウーデットへの責任追及は強まり、ゲーリングからも責任追及を受けた。更に航空戦遂行を巡るアドルフ・ヒトラーの決定と折り合いが付けられず、前線でも航空機配備計画に対する不満が高まった。航空機総監ウーデットに対する批判は航空省内部にも高まった。特に空軍次官エアハルト・ミルヒとの関係は悪化しており、ミルヒはエルンスト・ハインケルに「ウーデットの手にかかるとすべてが塵になってしまう。」と告げるなどウーデットを酷評していた。
そもそもウーデットは部下にも技術や生産について知識のない第一次世界大戦時代の友人を多く加えたため生産・配備計画は悪化したが、彼らを解任することはなく、成果が上がらないと航空機生産数を大幅に水増しした。これに気づいた空軍参謀長ハンス・イェションネク航空兵大将はミルヒとゲーリングの副官ブラウヒッチュ大佐に相談し、ウーデットに対してどこか頭が上がらない点のあるゲーリングに決定的措置を取らせるよう試みた。1941年6月ゲーリングはミルヒから作戦使用可能機数を知らされ、それが手元のウーデットによる書類では約1500機水増しされているの知って激怒し、ウーデットを呼びつけて知り合って初めて役立たずの大ぼら吹きと怒鳴って非難した。しかし解任はされなかったし、ウーデットも辞任しなかった。今後はミルヒによる監督と連携を緊密にするよう決定がなされ、ゲーリングは休暇をとった。ウーデットは数日後ハインケルに対して「鉄人(ゲーリング)は休暇でいない。彼は私をミルヒと2人きりにしてしまった」「ミルヒは私の失敗や過ちを全て喜んで総統の目にさらそうとするだろう・・・私にはこんな責め苦は耐えられない」と述べ、次第にミルヒを憎むようになっていった。
こうしてウーデットの出番はほぼなくなり、かつての英雄だろうと容赦のない冷徹なミルヒの調査で次々と事実が明るみに出ると、その憤りと罪の意識で酒や鎮静剤メタンフェタミンに溺れた結果、健康を害した上に精神的に不安定になった。ゲーリングは1941年6月20日に軍用機生産権限をミルヒに移した。アドルフ・ガーランドはこの時期のウーデットについて「生の喜びにあふれ、陽気なユーモアと温かい魅力的な人柄はまったく影を潜めていた」と述べている。とうとうゲーリングは8月15日ウーデットにサナトリウムでの6週間の休養を命じた。ウーデットの休養中にミルヒは航空省内部の人事刷新を行った。仕事に復帰したウーデットは抗議したが、入れられなかった。
11月12日航空省の会議でメッサーシュミット工場の責任者が生産数の変遷と命令変更の証拠書類を公表してウーデットの無能は衆目の知るところとなり、当初の生産計画の回復には少なくとも2年かかるとされ、ウーデットはただ両手を震わせ黙って聞いていた。同日ミルヒがウーデットの頭越しに航空機生産計画の変更を命じ、ウーデットの面目は丸つぶれになった。さらに11月15日、かつての部下であるプロホ少将からミルヒがウーデットの追放を計画していると告げられた。

### 自殺

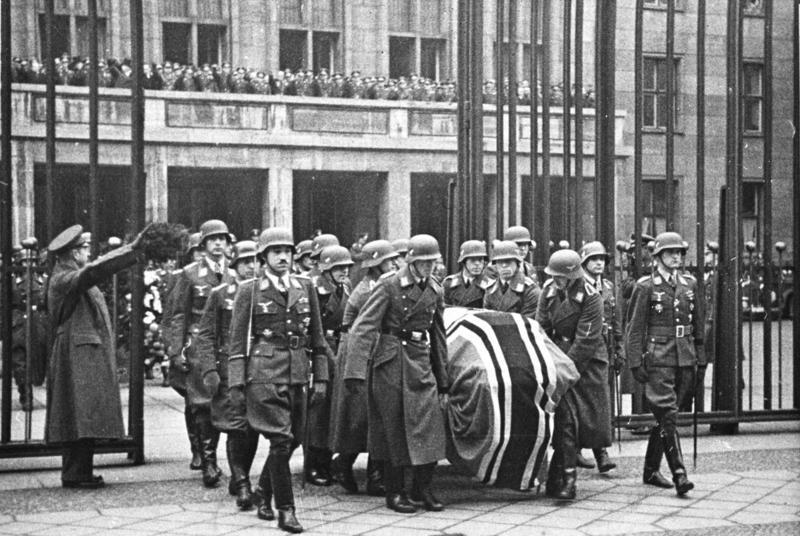
1941年11月21日、ベルリンの航空省。ウーデットの国葬。向かって左手前には棺を先導する鉄帽・帯剣姿のガーランドも写っている

11月17日午前9時、ウーデットは愛人インゲ・ブライレ夫人への電話中に拳銃自殺した。この時ウーデットは「ピリ・ケルナー（Paul“Pilli”Körner：ゲーリングの旧友で政権掌握以前からの側近、プロイセン内務次官や4カ年計画次官などを歴任）に私の遺言を履行してくれるように伝えてくれ」と言った。自殺現場にはコニャックの空瓶が2本転がり、壁には赤いクレヨンで「鉄人（ゲーリング）よ、あなたは私を見捨てた。あなたはなぜミルヒとガブレンツ（(Carl August von Gablenz)兵備本部計画部長・ルフトハンザドイツ航空幹部）のようなユダに屈服したのか」と殴り書きされていた。ブライレ夫人から連絡を受けてケルナーが駆けつけると、既に家政婦が扉を破って部屋に入っており、少し後にはウーデットの副官も到着した。ケルナーは全員に絶対口外しない旨宣誓させ、副官が浴室からタオルを持ってきてクレヨンの文字を洗い落とし軍務関係の書類を調べている間に、金庫で開封された封筒に入ったゲーリング宛の遺書を見つけた。それはミルヒが自分に対する陰謀の張本人であると非難するもので、その最後は「私はあのユダヤ人のミルヒとともに働くことは耐えられない」とあった。ケルナーは手紙を握りつぶした。
ゲーリングはウーデットの自殺に衝撃を受けたが、このスキャンダルが絶対漏れないよう命じた。戦時中であったため、ウーデットは新兵器の開発中に事故にまきこまれたものとして処理され、国葬が行われることになった。11月21日の国葬ではガーランドをはじめ騎士鉄十字章受勲者達が棺の儀仗兵となり、ゲーリングは弔辞演説で「私は最良の友を失ったとしか他に言葉を知らない」と述べて涙を流した。
なお、ウーデットの国葬に参列したヘルムート・ヴィルベルク（de:Helmut Wilberg）大将と、第二次世界大戦におけるエース・パイロットであった戦闘機総監ヴェルナー・メルダース空軍大佐が、ベルリンへ帰る途中で墜落事故に遭い、死亡している。

## キャリア

### 軍階級
- 1915年9月21日、予備役伍長勤務上等兵（Gefreiter der Reserve）[46]
- 1915年11月28日、予備役伍長（Unteroffizier der Reserve）[46]
- 1916年3月13日、予備役副曹長（Vizefeldwebel der Reserve）[46]
- 1916年11月5日、准尉（Offiziersstellvertreter）[46]
- 1917年1月2日、予備役少尉（Leutnant der Reserve）[8]
- 1918年9月14日、予備役中尉（Oberleutnant der Reserve）[8]
- 1934年6月1日、中佐（Oberstleutnant）[2][8]
- 1935年6月1日、大佐（Oberst）[2][8]
- 1937年4月1日、少将（Generalmajor）[2][8]
- 1938年11月1日、中将（Generalleutnant）[8]
- 1940年4月1日、航空大将（General der Flieger）[2][8]
- 1940年7月19日、上級大将（Generaloberst）[2][8]

### 受章
- 鉄十字勲章
  - 1914年版二級鉄十字章（1915年9月24日）[8]
    - 1939年版略章（二次大戦中）[8]

  - 1914年版一級鉄十字章（1916年3月20日）[8]
    - 1939年版略章（二次大戦中）[8]

  - 騎士鉄十字章（1940年7月4日）[8]
- ホーエンツォレルン王家勲章剣付き騎士十字章（1917年11月13日）[8]
- プール・ル・メリット勲章（1918年4月9日）[8]
- 戦傷章銀章（一次大戦中）[8]
- プロイセン王国パイロットバッジ（一次大戦中）[8]
- パイロットバッジ (de:Flugzeugführerabzeichen)ダイヤモンド章
- パイロット兼観測員バッジ黄金ダイヤモンド章[8]

## 著作
- 『ドイツ最強撃墜王 ウーデット自伝』浜口自生訳、潮書房光人新社〈光人社NF文庫〉、2021年。ISBN 978-4769832096